# It Was Good Until It Wasn't
It Was Good Until It Wasn't è il secondo album in studio della cantante statunitense Kehlani, pubblicato l'8 maggio 2020 dall'etichetta Atlantic Records.

## Pubblicazione e promozione
L'album è stato reso disponibile per il pre-ordine il 30 aprile 2020 assieme alla pubblicazione del singolo promozionale F&MU. Inoltre la cantante avrebbe dovuto esibirsi in alcuni dei brani del nuovo album come artista di apertura nella tournée di Justin Bieber che successivamente è stata posticipata a causa della pandemia di COVID-19.

### Singoli
Can I in collaborazione con Tory Lanez è stato pubblicato come primo singolo dell'album il 3 giugno 2020.

### Singoli promozionali
Il 12 marzo, Kehlani ha pubblicato Toxic come primo singolo promozionale del progetto assieme al video musicale su YouTube. La canzone affronta gli aspetti riguardanti una relazione tossica. La canzone ha debuttato alla posizione numero 68 della Billboard Hot 100. Il secondo singolo promozionale dell'album è Everybody Business, ed è stato pubblicato il 16 aprile. F&MU è stato pubblicato come terzo singolo promozionale il 30 aprile. Tutti questi brani sono stati rilasciati dalla cantante assieme ad un video musicale.

### Altri brani
Sono stati realizzati anche i videoclip per i brani Open (Passionate) e Bad News. I video sono usciti rispettivamente l'8 maggio e il 9 luglio.

## Tracce
1. Toxic – 2:48 (Kehlani Parrish, Keegan Bach, Ryan Martinez)
2. Can I (feat. Tory Lanez) – 3:00 (Parrish, Daystar Peterson, Daniel Klein, Andrew Wansel, Jacob Dutton, Matt Campfield, Bryan-Michael Cox, Johntá Austin, Kevin Hicks, Phalon Alexander)
3. Bad News – 3:06 (Parrish, Jahaan Sweet)
4. Real Hot Girl Skit – 0:16 (Megan Pete)
5. Water – 2:03 (Parrish, India Perkins, Alex Ben-Abdallah, Dan Foster, Louise Lastic, Destin Conrad)
6. Change Your Life (feat. Jhené Aiko) – 3:11 (Parrish, Jhené Chilombo, Alex Niceforo, Keith Sorrells, Wansel, Warren Felder)
7. Belong To The Streets Skit – 0:27 (Albert Watts, Anthony Creer, Gibran Garcia, Jassmyn Fowlkes, Serak Mehari)
8. Everybody Business – 2:25 (Parrish, Kevin Price, Carlos Muñoz, Trinidad James, Destin Conrad, Shawn Carter, Pharrell Williams, Chad Hugo)
9. Hate the Club (feat. Masego) – 4:39 (Parrish, Micah Davis, Sweet, Yussef Dayes)
10. Serial Lover – 2:26 (Parrish, Matthew Samuels, Sweet, Michael Samuels, Vianey Mfuamba, Johann Deterville)
11. F&MU – 2:15 (Parrish, Nija Charles, Paolo Rodriguez, Sweet)
12. Can You Blame Me (feat. Lucky Daye) – 3:03 (Parrish, David Brown, Dustin Bowie, Michael MacGregor, Charles, Wansel, Klein, Campfield, Samuel Wishkoski)
13. Grieving (feat. James Blake) – 3:51 (Parrish, James Blake, Ma. Samuels, Deterville)
14. Open (Passionate) – 4:06 (Parrish, Wansel, Conrad, Charles, Muñoz, Lamar Edwards, Michael Cox, Jr., John Groover, Darryl Clemons, Rogét Chahayed)
15. Lexii's Outro – 1:44 (Alexis Lynch, Josh Timmerman, Cyht)

Durata totale: 39:20

## Successo commerciale
L'album ha esordito alla 10ª posizione della Official Albums Chart britannica con 3 549 copie distribuite durante la sua prima settimana, segnando il miglior debutto di Kehlani nella classifica.

## Classifiche
| Classifica (2020) | Posizione massima |
| ----------------- | ----------------- |
| Australia         | 17                |
| Belgio (Fiandre)  | 38                |
| Belgio (Vallonia) | 117               |
| Canada            | 4                 |
| Paesi Bassi       | 28                |
| Francia           | 78                |
| Irlanda           | 66                |
| Nuova Zelanda     | 6                 |
| Svizzera          | 51                |
| Regno Unito       | 10                |
| Stati Uniti       | 2                 |